# فويلة داغستانية
فويلة داغستانية (الاسم العلمي:Hedysarum daghestanicum) هي نوع من النباتات يتبع جنس الفويلة من الفصيلة البقولية.